# ثری دورز داون (آلبوم)
«ثری دورز داون» (به انگلیسی: 3 Doors Down) آلبومی از گروه موسیقی آلترنتیو راک تری دورز داون است که در سال ۲۰۰۸ میلادی منتشر شد.